# Hyväjärvi (sjö i Pieksämäki, Södra Savolax)
Hyväjärvi är en sjö i kommunen Pieksämäki i landskapet Södra Savolax i Finland. Sjön ligger 103,6 meter över havet. Arean är 1,21 kvadratkilometer och strandlinjen är 6,4 kilometer lång. Sjön  ingår i Vuoksens huvudavrinningsområde.   Den ligger omkring 52 kilometer norr om S:t Michel och omkring 260 kilometer nordöst om Helsingfors. 
Hyväjärvi ligger nordöst om Pölkönjärvi. 